# Peggy March
Pour les articles homonymes, voir March.
Peggy March, née Margaret Annemarie Battavio le 8 mars 1948 à Lansdale en Pennsylvanie, est une chanteuse américaine. Elle est surtout connue pour son succès I Will Follow Him en 1963.

## Biographie

### Un talent précoce
Peggy March a fait montre d'un talent musical dès sa tendre enfance. Après avoir remporté un concours de chant à l'âge de 5 ans, elle a commencé à se produire dans des stations de radio locales et dans des émissions de télévision. Encore adolescente, elle a été présentée par un ami de la famille à Hugo et Luigi, producteurs chez RCA, qui lui ont fait passer une audition. Au printemps de 1962, elle signait un contrat avec la maison de disques.

### En tête du Hit-parade
I Will Follow Him est la version de la chanson française Chariot popularisée par Petula Clark. La musique a été écrite par deux chefs d'orchestre très populaires dans les années 1960, Franck Pourcel et Paul Mauriat. Ils ont été identifiés pour la version anglaise sous les pseudonymes de J.W. Stole et Del Roma. Peggy March n'avait que 15 ans lorsqu'elle a enregistré la chanson, si bien qu'elle a été présentée sous le nom de Little Peggy March. En avril 1963, I Will Follow Him atteignait le sommet du palmarès pour trois semaines, permettant à Peggy March de supplanter Brenda Lee au titre de la plus jeune chanteuse de l'histoire à obtenir un succès numéro 1 au classement Billboard Hot 100.

### Séjour en Europe
Le succès international de I Will Follow Him a permis à Peggy March de se produire en tournées en Europe et au Japon, mais il n'a pas eu de suite comparable aux États-Unis, si bien qu'on peut considérer que la chanteuse fait partie des interprètes que les Américains qualifient de "One-Hit Wonders". Quatre autres de ses singles ont été inscrits au Hot 100, mais sans réussir à atteindre le Top 20 du classement. À la fin des années 1960, Peggy March s'est installée en Allemagne avec Arnie Harris, son mari et gérant, où pendant une douzaine d'années elle a fait de nombreux enregistrements en langue allemande avant de revenir aux États-Unis.